# Rodolphe Roche
Rodolphe Roche (Montluçon, 14 juni 1979) is een Franse voetbaldoelman die sinds 2005 voor de Franse eersteklasser Le Mans UC uitkomt. Voordien speelde hij bij EDS Montluçon en LB Châteauroux.

## Carrière
- 1997-1998: EDS Montluçon
- 1998-2005: LB Châteauroux
- 2005- nu : Le Mans UC